# 嘉義空港
嘉義空港（かぎくうこう、嘉義機場、英語:Chaiyi Airport）は台湾（中華民国）嘉義県水上郷に位置する空港。通称は「水上機場」。

## 就航航空会社と就航都市

### 国内線
| 航空会社   | 就航地                                 |
| ---------- | -------------------------------------- |
| ユニー航空 | 馬公空港（澎湖県）、金門空港（金門県） |

それぞれ1日1便

## 交通アクセス
- 最寄駅：水上駅 - 徒歩約40分
- バス停は、空港ターミナルから1.3km(徒歩約20分)離れた場所の公道沿いにあるが、空港には立ち寄らない。
- タクシー - 嘉義駅まで約5kmほど。

## 配備戦闘機
- 第4戦術戦闘航空団
  - 第21中隊 - F-16（戦闘攻撃機仕様）
  - 第22中隊 - F-16（戦闘攻撃機仕様）
  - 第23中隊 - F-16（戦闘攻撃機仕様）
  - 救難中隊 - S-70C、UH-60M

### 歴代運用機
- F-84（1953年～1964年）
- F-86（1954年～1988年）
- F-100（1960年～1984年）
- F-5（1962年～1994年）
- F-16（1997年～）